# Duncansville
Duncansville è un comune (borough) degli Stati Uniti d'America, nella contea di Blair nello Stato della Pennsylvania. Secondo il censimento del 2010 la popolazione è di 1.233 abitanti.

## Società

### Evoluzione demografica
La composizione etnica vede una maggioranza di quella bianca (97,9%), seguita dagli asiatici (1,0%) dati del 2010.
| borough di Duncansville Popolazione |       |
| 2000                                | 1.238 |
| 2010                                | 1.233 |